# Cibalongsari
Cibalongsari is een bestuurslaag in het regentschap Karawang van de provincie West-Java, Indonesië. Cibalongsari telt 26.366 inwoners (volkstelling 2010).